# 8889 Mockturtle
8889 Mockturtle eller 1994 OC är en asteroid i huvudbältet som upptäcktes den 31 juli 1994 av de båda japanska astronomerna Takeshi Urata och Yoshisada Shimizu vid Nachi-Katsuura-observatoriet. Den är uppkallad efter karaktären Falsk sköldpadda i Alice i Underlandet av Lewis Carroll.
Asteroiden har en diameter på ungefär 23 kilometer.